# Denisovka (ort)
Denisovka (ryska: Орджоникидзе, kazakiska: Ordzhonīkīdze, Денисовка) är en ort i Kazakstan.   Den ligger i oblystet Qostanaj, i den nordvästra delen av landet, 700 km väster om huvudstaden Astana. Denisovka ligger 228 meter över havet och antalet invånare är 4 919.
Terrängen runt Denisovka är platt. Runt Denisovka är det mycket glesbefolkat, med 5 invånare per kvadratkilometer. Det finns inga andra samhällen i närheten. Trakten runt Denisovka består i huvudsak av gräsmarker.